# Twining (Michigan)
Pour les articles homonymes, voir Twining.
Twining est un village du comté d'Arenac, dans l'État du Michigan, aux États-Unis. En 2020, il comptait une population de 130 habitants.